# Homoteri
L'homoteri (Homotherium) és un gènere extint de dents de sabre maquerodontins que visqué entre fa 3 milions d'anys i fa 10.000 anys a Nord-amèrica, Euràsia i Àfrica. A Àfrica, fou possiblement un depredador d'antílops i búfals. També podria haver mort humans primitius. Probablement s'extingí a Àfrica fa 1,5 milions d'anys, a Europa en fa 30.000 i a Nord-amèrica en fa 10.000.
Tant H. ultimum com H. latidens derivaven de H. crenatidens, una espècie holàrtica de finals del Pliocè i principi del Plistocè. Aquesta, al seu torn, derivava de Machairodus.
Algunes de les característiques físiques de Homotherium són poc habituals per un gran felí. Tenia un coll allargat que li permetia posicionar el cap per a mossegar d'una manera més precisa i efectiva. Les incisives i els ullals eren molt útils per a perforar i subjectar les preses. Entre els felins actuals, només el tigre (Panthera tigris) té unes incisives tan grosses, que l'ajuden a l'hora d'aixecar i arrossegar les preses. El seu crani tenia una cresta ben desenvolupada amb músculs ancorats per a moure la mandíbula inferior. Aquesta mandíbula tenia brides que apuntaven cap avall per protegir les simitarres. Els seus grans ullals estaven més adaptats per a estripar la carn de la presa que per a perforar-la.
Les proporcions dels seus membres li donaven una aparença semblant a la de les hienes: les potes del davant eren allargades, mentre que les de darrere eren més agrupades, amb peus parcialment plantígrads, fent que l'esquena fes un pendent cap a la curta cua. Les característiques de les potes darreres indiquen que aquest felí era capaç de saltar. La regió pelviana, incloent-hi les vèrtebres sacres, era semblant a la dels ossos, igual que la curta cua, composta de 13 vèrtebres - la meitat de les que hi tenen la majoria de gats. Aquests trets suggereixen que es dedicava a emboscar les preses. La petita punta del cúbit indica que l'homoteri era un hàbil escalador.
Les obertures nasals quadrades i particularment grans, com les del guepard, devien permetre-li una major aspiració d'oxigen, cosa que l'ajudava a córrer ràpidament i a mantenir fresc el cervell. També com en el guepard, el còrtex visual del seu cervell era gran i complex, contribuint a l'habilitat del felí a veure-hi i rendir òptimament durant el dia i no durant la nit, com la majoria de gats.
El fet que se sol trobar fòssils d'homoteri a prop de restes de proboscidis i rinoceronts suggereix que aquest felí era depredador principalment de paquiderms.
A Nord-amèrica, els fòssils d'homoteri són menys abundants que els de Smilodon, que visqué a la mateixa època. Probablement vivia a latituds i altituds més altes, de manera que es podria haver adaptat bé a les condicions més fredes de l'estepa dels mamuts.